# Praça Vermelha (São Paulo)
Praça Vermelha localizada no bairro da Mooca, na famosa confluência da avenida Paes de Barros, rua da Mooca, rua Taquari e rua do Oratório de São Paulo. O nome é uma alusão à histórica Praça Vermelha da antiga União Soviética.
Reduto do Partido Comunista Brasileiro, berço do sindicalismo paulistano da primeira metade do século XX, ali aconteceram diversas passeatas.

## Curiosidades
- João Saldanha, jornalista e técnico que levou a Seleção Brasileira de Futebol a classificar-se na Copa do Mundo de 1970 tinha uma gráfica do lado da Praça Vermelha, onde imprimia panfletos do Partido Comunista Brasileiro do qual era membro.[3]